# 2003-as Formula–1 magyar nagydíj
A 2003-as Formula–1 világbajnokság tizenharmadik futama a magyar nagydíj volt. Ezen a futamon indult először a sportágban magyar versenyző, Baumgartner Zsolt személyében, valamint szintén ezen a futamon szerezte pályafutása első győzelmét Fernando Alonso.

## Időmérő edzés
| Helyezés | Versenyző             | Csapat/Motor     | Idő      | Különbség |
| -------- | --------------------- | ---------------- | -------- | --------- |
| 1        | Fernando Alonso       | Renault          | 1.21.688 | –         |
| 2        | Ralf Schumacher       | Williams-BMW     | 1.21.944 | + 0.256   |
| 3        | Mark Webber           | Jaguar-Cosworth  | 1.22.027 | + 0.339   |
| 4        | Juan Pablo Montoya    | Williams-BMW     | 1.22.180 | + 0.492   |
| 5        | Rubens Barrichello    | Ferrari          | 1.22.180 | + 0.492   |
| 6        | Jarno Trulli          | Renault          | 1.22.610 | + 0.922   |
| 7        | Kimi Räikkönen        | McLaren-Mercedes | 1.22.742 | + 1.054   |
| 8        | Michael Schumacher    | Ferrari          | 1.22.755 | + 1.067   |
| 9        | David Coulthard       | McLaren-Mercedes | 1.23.060 | + 1.372   |
| 10       | Olivier Panis         | Toyota           | 1.23.369 | + 1.681   |
| 11       | Nick Heidfeld         | Sauber-Petronas  | 1.23.621 | + 1.933   |
| 12       | Justin Wilson         | Jaguar-Cosworth  | 1.23.660 | + 1.972   |
| 13       | Giancarlo Fisichella  | Jordan-Ford      | 1.23.726 | + 2.038   |
| 14       | Jenson Button         | BAR-Honda        | 1.23,847 | + 2.159   |
| 15       | Cristiano da Matta    | Toyota           | 1.23,982 | + 2.294   |
| 16       | Jacques Villeneuve    | BAR-Honda        | 1.24.100 | + 2.412   |
| 17       | Heinz-Harald Frentzen | Sauber-Petronas  | 1.24,569 | + 2.881   |
| 18       | Jos Verstappen        | Minardi-Cosworth | 1.26.423 | + 4.735   |
| 19       | Zsolt Baumgartner     | Jordan-Ford      | 1.26.678 | + 4.990   |
| 20       | Nicolas Kiesa         | Minardi-Cosworth | 1.28.907 | + 7.219   |

## Futam
| Helyezés | Rajtszám | Versenyző             | Csapat/Motor     | Futott kör | Idő/Kiesés oka      | Rajthely | Pont |
| -------- | -------- | --------------------- | ---------------- | ---------- | ------------------- | -------- | ---- |
| 1        | 8        | Fernando Alonso       | Renault          | 70         | 1h39:01.460         | 1        | 10   |
| 2        | 6        | Kimi Räikkönen        | McLaren-Mercedes | 70         | + 16.768            | 7        | 8    |
| 3        | 3        | Juan Pablo Montoya    | Williams-BMW     | 70         | + 34.537            | 4        | 6    |
| 4        | 4        | Ralf Schumacher       | Williams-BMW     | 70         | + 35.620            | 2        | 5    |
| 5        | 5        | David Coulthard       | McLaren-Mercedes | 70         | + 56.535            | 9        | 4    |
| 6        | 14       | Mark Webber           | Jaguar-Cosworth  | 70         | + 1:12.643          | 3        | 3    |
| 7        | 7        | Jarno Trulli          | Renault          | 69         | + 1 kör             | 6        | 2    |
| 8        | 1        | Michael Schumacher    | Ferrari          | 69         | + 1 kör             | 8        | 1    |
| 9        | 9        | Nick Heidfeld         | Sauber-Petronas  | 69         | + 1 kör             | 11       |      |
| 10       | 17       | Jenson Button         | BAR-Honda        | 69         | + 1 kör             | 14       |      |
| 11       | 21       | Cristiano da Matta    | Toyota           | 68         | + 2 kör             | 15       |      |
| 12       | 19       | Jos Verstappen        | Minardi-Cosworth | 67         | + 3 kör             | 18       |      |
| 13       | 18       | Nicolas Kiesa         | Minardi-Cosworth | 66         | + 4 kör             | 20       |      |
| Ki       | 10       | Heinz-Harald Frentzen | Sauber-Petronas  | 47         | Kifogyott üzemanyag | 17       |      |
| Ki       | 15       | Justin Wilson         | Jaguar-Cosworth  | 42         | Motorhiba           | 12       |      |
| Ki       | 12       | Baumgartner Zsolt     | Jordan-Ford      | 34         | Motorhiba           | 19       |      |
| Ki       | 20       | Olivier Panis         | Toyota           | 33         | Váltóhiba           | 10       |      |
| Ki       | 11       | Giancarlo Fisichella  | Jordan-Ford      | 28         | Motorhiba           | 13       |      |
| Ki       | 2        | Rubens Barrichello    | Ferrari          | 19         | Felfüggesztés       | 5        |      |
| Ki       | 16       | Jacques Villeneuve    | BAR-Honda        | 14         | Hidraulika          | 16       |      |

## A világbajnokság élmezőnyének állása a verseny után
| H  | Versenyzők         | Pont | H  | Konstruktőrök    | Pont |
| -- | ------------------ | ---- | -- | ---------------- | ---- |
| 1. | Michael Schumacher | 72   | 1. | Williams-BMW     | 129  |
| 2. | Juan Pablo Montoya | 71   | 2. | Ferrari          | 122  |
| 3. | Kimi Räikkönen     | 70   | 3. | McLaren-Mercedes | 115  |
| 4. | Ralf Schumacher    | 58   | 4. | Renault          | 78   |
| 5. | Fernando Alonso    | 54   | 5. | Jaguar-Cosworth  | 15   |

## Statisztikák
Vezető helyen:
- Fernando Alonso: 69 (1-13 / 15-70)
- Kimi Räikkönen: 1 (14)

Fernando Alonso 1. győzelme, 2. pole-pozíciója, Juan Pablo Montoya 9. leggyorsabb köre.
- Renault 16. győzelme.

Baumgartner Zsolt első versenye.